# 어니스트 로버츠

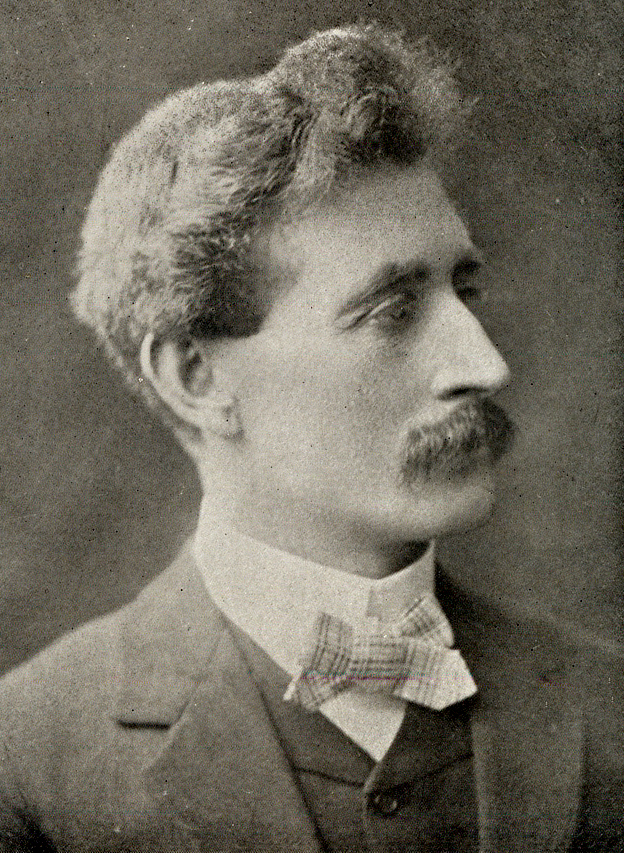

어니스트 알프레드 로버츠(Ernest Alfred Roberts, 1868년 2월 21일 ~ 1913년 12월 2일)는 오스트레일리아의 정치인이자 군인이었고, 노동당 소속이었다. 그는 1896년부터 1902년, 1905년부터 1908년까지 사우스오스트레일리아 주 의회의 의원이었고 1908년부터 1913년까지 오스트레일리아 하원의원이었다. 그는 제2차 보어 전쟁 동안 남아프리카 공화국에서 1900년에는 사우스오스트레일리아 식민지군, 1902년에는 영연방군과 함께 장교로 복무했다.

## 생애
런던에서 태어나 건지섬에서 교육을 받은 로버츠는 처음에는 아버지를 따라 상선에 입사했으며, 퀸즈랜드에서 잠시 거주하다 사우스오스트레일리아주 포트피리로 이사했다. 그는 그곳에서 노동 운동에 적극적으로 참여했으며 그곳의 시의회 의원이었다. 1893년에 그는 무소속 노동당 후보로 하원 글래드스톤 의원 선거에 출마했으나 낙선하였다. 1896년 두 번째 시도에서 그는 ULP 후보로 선출되어 의회의 최연소 의원이 되었고 1899년 선거에서 재선되였다.
1900년에 로버츠는 제2차 보어 전쟁에서 제4 부시맨 제국 파견대의 중위로 복무했다. 그 해 12월에 로버츠는 전투가 거의 끝난 것을 고려하여 오스트레일리아로 돌아왔다. 연맹 이후 로버츠는 1902년 남아프리카 공화국에서 대위로 호주 영연방 말 부대에서 복무했다. 그의 의회 임기는 남아프리카 공화국에서 복무하는 동안 끝났으며 1902년 사우스오스트레일리아 주 의회 선거에 출마하지 않았다. 이후 1904년부터 1908년까지 그는 좌익 신문인 The Herald를 편집했으며 1905년 주 선거에서 애들레이드 의원 선거에 출마했다. 그는 1906년 11월 3일 주 선거에서 재선되였다. 그는 1907년부터 1908년까지 ULP의 부회장과 회장을 역임했으며, 남호주 광산 학교 협의회 위원이자 애들레이드 협동조합 이사회 위원이기도 했다.
찰스 킹스턴이 사망한 후 1908년 6월 13일 애들레이드 연방 지역에서 보궐선거가 실시되었을 때 로버츠는 노동당 후보로 출마하여 의석을 차지하였고, 1910년 연방 선거에서 그 자리를 유지하는 데 성공했다. 그는 하원에서 국방 장관인 조지 피어스 상원 의원을 대표했고, 피어스가 1911년 해외에 있는 동안에도 명예장관으로 임명되었다. 그는 1913년 연방 선거에서 의석을 유지했지만 1913년 12월 2일 치열한 의회 논쟁 후 심장 질환으로 쓰러져 사망했다.